# کید (داکوتای جنوبی)
کید(به انگلیسی: Kidder) شهری در ایالت داکوتای جنوبی کشور ایالات متحده آمریکا است که جمعیت آن در سرشماری سال ۲۰۱۰ میلادی، ۵۷ نفر بوده‌است.